# Gunnar Johansson
Stig Gunnar Olof Johansson (nacido en 1938 en Mora, Suecia), profesionalmente a menudo abreviado como SGO Johansson, es un inmunólogo sueco. Está reconocido, junto con el equipo de Ishizaka, y sv, por el descubrimiento de la inmunoglobulina E (IgE), un tipo de anticuerpo o inmunoglobulina que interviene en la inmunidad a los parásitos y que también tiene un papel esencial en la hipersensibilidad tipo I y las enfermedades alérgicas. Su artículo conjunto se publicó en abril de 1969.
Johansson recibió un doctorado en 1968. Más tarde, en 1968, terminó los cursos que le quedaban en la facultad de medicina y obtuvo su título de médico. En 1969, se convirtió en docente en inmunología. En 1980, Johansson se convirtió en profesor de inmunología clínica en el Instituto Karolinska.
Es un investigador reconocido internacionalmente por más de 25 sociedades nacionales, e internacionales de Alergología e Inmunología Clínica, incluida la Sociedad Española de Alergología e Inmunología Clínica (Seaic).
El 28 de enero de 2015 fue investido doctor honoris causa por la Universidad CEU San Pablo.